# Vâlcele (okręg Bacău)
Vâlcele – wieś w Rumunii, w okręgu Bacău, w gminie Corbasca. W 2011 roku liczyła 549 mieszkańców.